# Рандеву-87
«Рандеву-87» (фр. Rendez-Vous '87) — два матчі між збірними Національної хокейної ліги і Радянського Союзу, які відбулися 11 та 13 лютого 1987 року на льодовій арені «Колізей» у канадському місті Квебек. За команду НХЛ виступали канадські, американські, шведські і фінські хокеїсти. Серія завершилася внічию: команди здобули по одній перемозі. «Рандеву-87» замінило традиційний «Матч усіх зірок НХЛ».
Після кожного поєдинку визначалися найкращі гравці. В радянській збірній призи отримали Сергій Макаров і Валерій Каменський, у збірній НХЛ — Марк Мессьє і Вейн Грецкі. Найкращим воротарем серії був визнаний Євген Бєлошейкін, найкращими гравцями збірних — Вейн Грецкі і Валерій Каменський.

## Перший матч
| 11 лютого 1987 |

| НХЛ | 4 : 3 | СРСР                                                                                          |
| --- | ----- | --------------------------------------------------------------------------------------------- |
| Куррі (Грецкі, Тікканен) 05:23 Андерсон (М. Лем'є) 37:00 Динін (Пулін, Гаверчук) 47:03 Пулін (М. Лем'є, Вілсон) 58:45 |       | 38:42 Касатонов (Макаров) 42:03 Биков (Хомутов, Стариков) 48:04 Семенов (Татаринов, Варнаков) |

| «Колізей» (Квебек) Глядачів: 15 398 Арбітр: М. Морозов |

Рахунок у серії: 1 — 0 на користь НХЛ
НХЛ: Фюр; Грін — Ленгвей, Самуельссон — Ремзі, Челіос — Бурк, Вілсон; Дайнін — Тікканен — Пулін, Сандстрем — Мессьє — Андерсон, Куррі — Грецкі — Тікканен, К. Лем'є — М. Лем'є — Гуле, Мюллер.
СРСР: Бєлошейкін; Касатонов — Фетісов, Татаринов — Первухін, Стариков — Стельнов, Білялетдінов — Гусаров; Макаров — Ларіонов — Крутов, Свєтлов — Семенов — Варнаков, Хомутов — Биков — Каменський, Пряхін — Семак — Хмильов.
Штрафний час: НХЛ — 8 хвилин (К. Лем'є, Бурк, Гаверчук, Тікканен); СРСР — 2 хвилини (Каменський).
Кидки по воротах: НХЛ — 27 (11+9+7); СРСР — 24 (5+9+10)

## Другий матч
| 13 лютого 1987 |

| НХЛ                                                                                    | 3 : 5 | СРСР |
| -------------------------------------------------------------------------------------- | ----- | --- |
| Мессьє (Куррі, Грецкі) 03:32 Вілсон (Грецкі, Гуле) 37:00 Бурк (М. Лем'є, Грецкі) 47:33 |       | 23:13 Каменський (Хомутов, Биков) 25:41 Крутов (Фетісов, Ларіонов) 39:41 Каменський 49:19 Крутов (Ларіонов) 52:59 Хомутов (Каменський) |

| «Колізей» (Квебек) Глядачів: 15 395 Арбітр: Д. Ньюелл |

Рахунок у серії: нічия 1 — 1
НХЛ: Фюр; Грін — Ленгвей, Самуельссон — Рошфор, Челіос — Бурк, Вілсон, Ремзі; Дайнін — Гаверчук — Пулін, Куррі — Грецкі — Тікканен, Мюллер — Мессьє — Андерсон, К. Лем'є — М. Лем'є — Гуле.
СРСР: Бєлошейкін; Касатонов — Фетісов, Татаринов — Первухін, Стариков — Стельнов, Білялетдінов — Гусаров; Макаров — Ларіонов — Крутов, Свєтлов — Семенов — Лавров, Хомутов — Биков — Каменський, Пряхін — Нємчинов — Хмильов.
Штрафний час: НХЛ — 4 хвилини (Андерсон, К. Лем'є); СРСР — 22 хвилини (Нємчинов — 4, Крутов, Фетісов, Касатонов, Пряхін —12).
Господарі двічі реалізували чесельну перевагу: Мессьє, Вілсон.
Кидки по воротах: НХЛ — 31 (6+13+12); СРСР — 29 (7+9+13)

## Склади команд
| Н                                                                       | Гравець          | Команда              |
| ----------------------------------------------------------------------- | ---------------- | -------------------- |
| Воротарі                                                                |                  |                      |
| 1                                                                       | Клінт Маларчук   | «Квебек Нордікс»     |
| 31                                                                      | Грант Фюр        | «Едмонтон Ойлерс»    |
| Захисники                                                               |                  |                      |
| 2                                                                       | Марк Хоу         | «Філадельфія Флаєрс» |
| 3                                                                       | Майк Ремзі       | «Баффало Сейбрс»     |
| 4                                                                       | Род Ленгвей      | «Вашингтон Кепіталс» |
| 5                                                                       | Рік Грін         | «Монреаль Канадієнс» |
| 6                                                                       | Рей Бурк         | «Бостон Брюїнс»      |
| 7                                                                       | Пол Коффі        | «Едмонтон Ойлерс»    |
| 8                                                                       | Ульф Самуельссон | «Гартфорд Вейлерс»   |
| 21                                                                      | Норман Рошфор    | «Квебек Нордікс»     |
| 24                                                                      | Дуг Вілсон       | «Чикаго Блекгокс»    |
| 25                                                                      | Кріс Челіос      | «Монреаль Канадієнс» |
| Нападники                                                               |                  |                      |
| 9                                                                       | Гленн Андерсон   | «Едмонтон Ойлерс»    |
| 10                                                                      | Дейл Гаверчук    | «Вінніпег Джетс»     |
| 11                                                                      | Марк Мессьє      | «Едмонтон Ойлерс»    |
| 14                                                                      | Кевін Динін      | «Гартфорд Вейлерс»   |
| 15                                                                      | Еса Тікканен     | «Едмонтон Ойлерс»    |
| 16                                                                      | Мішель Гуле      | «Квебек Нордікс»     |
| 17                                                                      | Ярі Куррі        | «Едмонтон Ойлерс»    |
| 19                                                                      | Кірк Маллер      | «Нью-Джерсі Девілс»  |
| 20                                                                      | Дейв Пулін       | «Філадельфія Флаєрс» |
| 28                                                                      | Томас Сандстрем  | «Нью-Йорк Рейнджерс» |
| 32                                                                      | Клод Лем'є       | «Монреаль Канадієнс» |
| 66                                                                      | Маріо Лем'є      | «Піттсбург Пінгвінс» |
| 99                                                                      | Вейн Грецкі      | «Едмонтон Ойлерс»    |
| Тренерський штаб                                                        |                  |                      |
| Головний тренер: Жан Перрон Тренер: Мішель Бержерон Тренер: Боб Джонсон |                  |                      |

| Н                                                                               | Гравець               | Команда                |
| ------------------------------------------------------------------------------- | --------------------- | ---------------------- |
| Воротарі                                                                        |                       |                        |
| 1                                                                               | Сергій Мильников      | «Трактор» (Челябінськ) |
| 20                                                                              | Євген Бєлошейкін      | ЦСКА (Москва)          |
| Захисники                                                                       |                       |                        |
| 2                                                                               | В'ячеслав Фетісов     | ЦСКА (Москва)          |
| 4                                                                               | Ігор Стельнов         | ЦСКА (Москва)          |
| 5                                                                               | Василь Первухін       | «Динамо» (Москва)      |
| 6                                                                               | Михайло Татаринов     | «Динамо» (Москва)      |
| 7                                                                               | Олексій Касатонов     | ЦСКА (Москва)          |
| 8                                                                               | Олексій Гусаров       | ЦСКА (Москва)          |
| 12                                                                              | Сергій Стариков       | ЦСКА (Москва)          |
| 14                                                                              | Зінетула Білялетдінов | «Динамо» (Москва)      |
| Нападники                                                                       |                       |                        |
| 9                                                                               | Володимир Крутов      | ЦСКА (Москва)          |
| 10                                                                              | В'ячеслав Лавров      | СКА (Ленінград)        |
| 11                                                                              | Ігор Ларіонов         | ЦСКА (Москва)          |
| 13                                                                              | Валерій Каменський    | ЦСКА (Москва)          |
| 15                                                                              | Андрій Хомутов        | ЦСКА (Москва)          |
| 16                                                                              | Сергій Свєтлов        | «Динамо» (Москва)      |
| 18                                                                              | Олександр Семак       | «Динамо» (Москва)      |
| 19                                                                              | Михайло Варнаков      | «Торпедо» (Горький)    |
| 21                                                                              | Сергій Нємчинов       | «Крила Рад» (Москва)   |
| 22                                                                              | Сергій Пряхін         | «Крила Рад» (Москва)   |
| 24                                                                              | Сергій Макаров        | ЦСКА (Москва)          |
| 27                                                                              | В'ячеслав Биков       | ЦСКА (Москва)          |
| 29                                                                              | Юрій Хмильов          | «Крила Рад» (Москва)   |
| 30                                                                              | Анатолій Семенов      | «Динамо» (Москва)      |
| Тренерський штаб                                                                |                       |                        |
| Головний тренер: Віктор Тихонов Тренер: Ігор Дмитрієв Тренер: Володимир Юрзінов |                       |                        |